# Schloss Premstätten

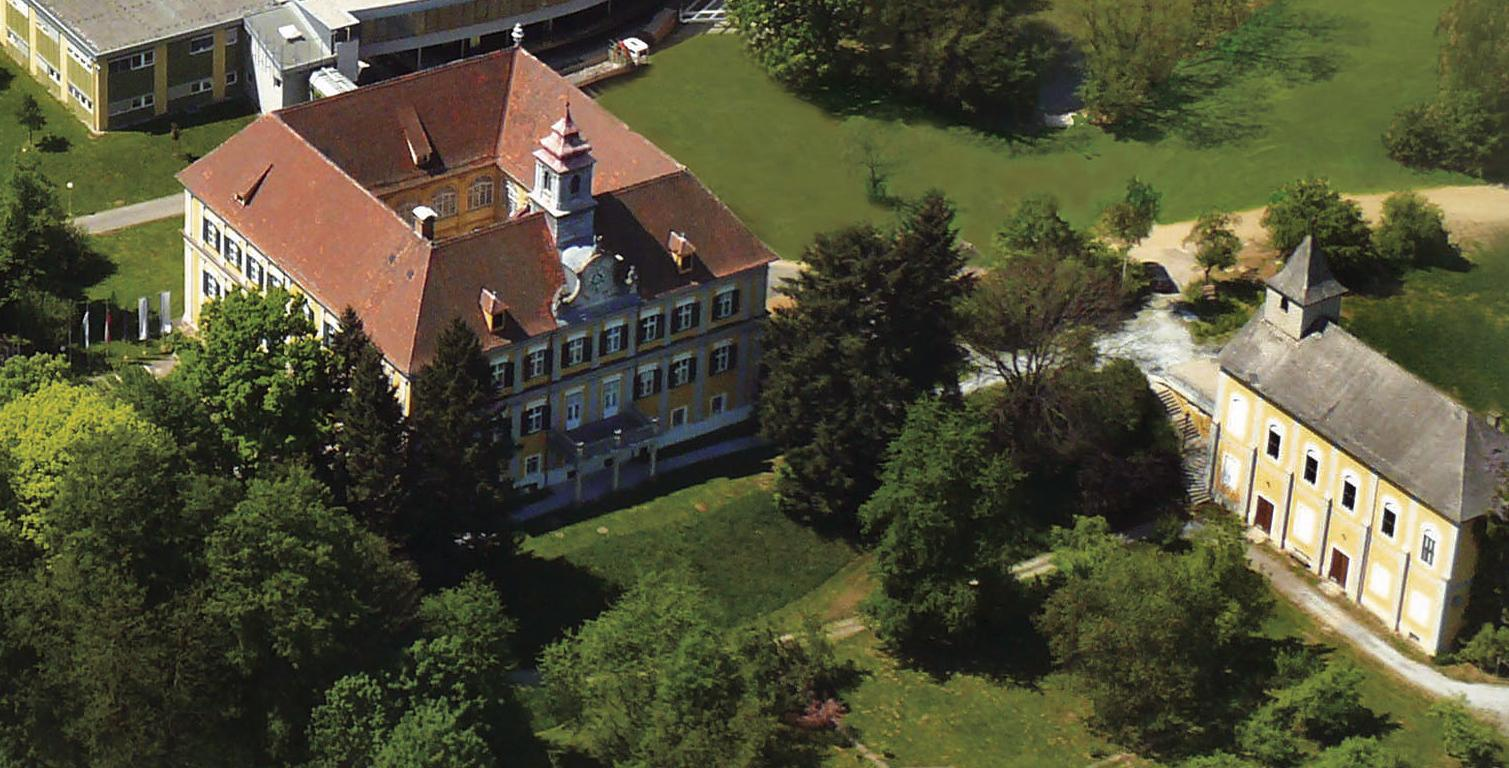
Das Schloss Premstätten mit der Schlosskapelle

Das Schloss Premstätten ist ein Schloss in der Marktgemeinde Premstätten in der Steiermark. Seine Geschichte reicht bis in die zweite Hälfte des 12. Jahrhunderts zurück. Es befindet sich heute im Privatbesitz.

## Standort
Das Schloss steht in der Premstättner Katastralgemeinde Oberpremstätten auf einer kleinen Erhebung am westlichen Rand des Grazer Feldes in der Tobelbader Straße 30.

## Geschichte
Die erste urkundliche Erwähnung des Schlosses erfolgte im Jahr 1164. Es war damals der Stammsitz der Herren von Premstätten. Als die Premstättener 1386 ausstarben, kam der Ansitz in den Besitz von Hans dem Ketzer. Zwischen 1441 und 1870 war es im Besitz der Familie Saurau. Jörg von Saurau erhielt 1448 von König Friedrich III. die Erlaubnis, den verfallen Turm des Gutes wieder aufzubauen. Während des ersten österreichischen Türkenkrieges wurde das damals kaum befestigte Anwesen im Jahr 1532 schwer beschädigt. Unter Leonhard von Saurau wurde das Gut zu einem Schloss ausgebaut und 1635 in einen Familienfideikommiss eingebracht. Die Schlosskapelle wurde im Jahr 1774 geweiht und die Fassaden 1775 barockisiert. 
Nach dem Aussterben der Saurau kam das Schloss in den Besitz der Familie Goëss. Ihnen folgte 1904 die Gräfin Hermine von Normann-Ehrenfels als Besitzerin nach. Im Jahr 1911 wurde durch einen Brand der gesamte Dachstuhl zerstört, der kurze Zeit später erneuert wurde. Die Gräfin ließ 1927 das gesamte Inventar versteigern. Das Schloss 1931 wurde an den Orden der Comboni-Missionare verkauft, die es als Ordenshaus und Schülerinternat nutzten. 
Im Jahr 1938 wurde die Schule geschlossen und das Gebäude von SS-Einheiten besetzt, die darin eine Informations- und Nachrichtenzentrale einrichteten. Nach dem Zweiten Weltkrieg diente es englischen Besatzungssoldaten als Unterkunft, die durch Schießübungen viele der Steinfiguren im Park zerstörten. Zwischen 1947 und 1982 übernahmen die Comboni-Missionare erneut das Schloss Premstätten und nutzten es wieder als Schule, ehe sie es an die heutige Firma ams AG verkauften, in deren Besitz es sich bis heute befindet.

## Beschreibung

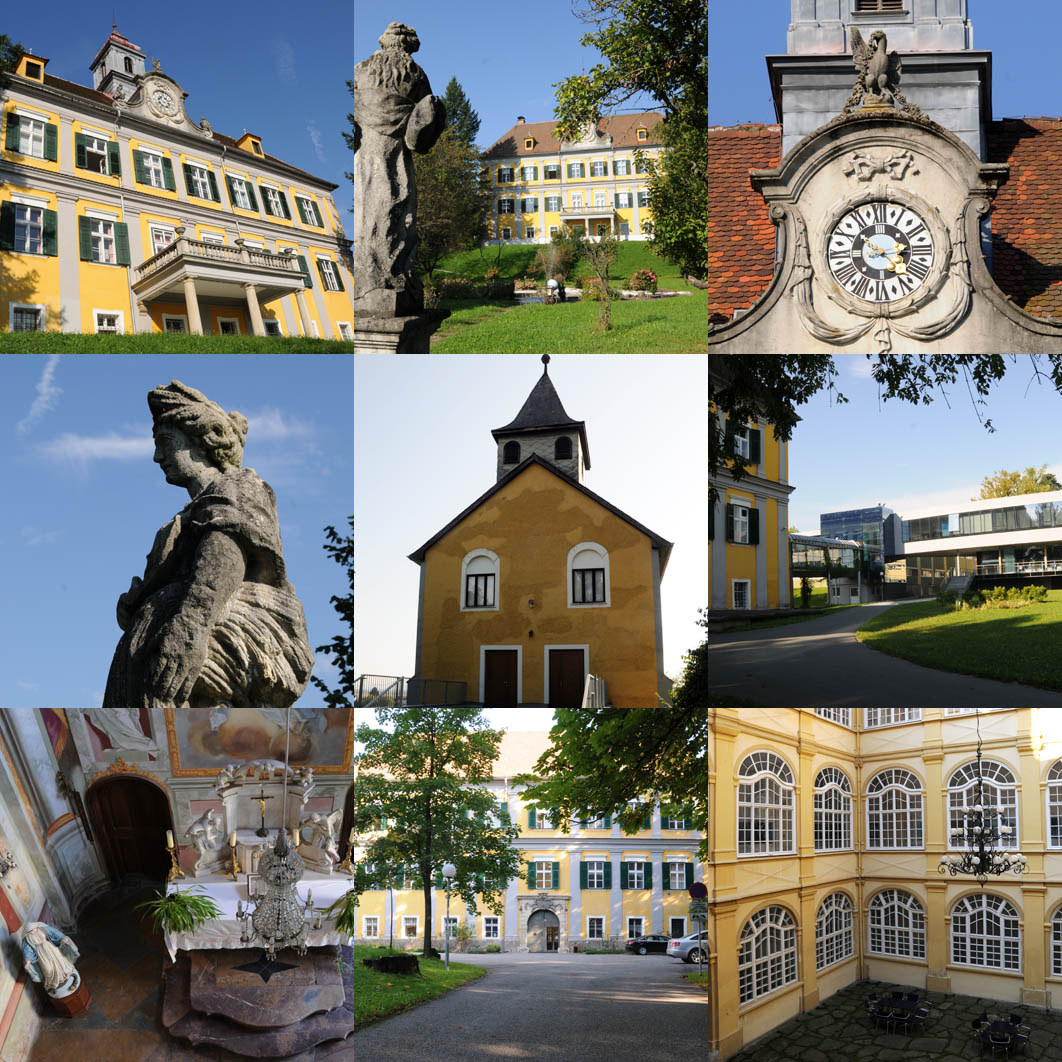
Bilder der Schauseite mit Dachreiter (obere Reihe), der Figuren im Park, der Schlosskapelle sowie des angebauten Gebäudes der ams AG (mittlere Reihe), der Innenräume, der Nordseite sowie des Arkadenhofes (untere Reihe)

Das Schloss ist ein dreigeschoßiger Vierflügelbau aus der zweiten Hälfte des 17. Jahrhunderts, der einen Arkadenhof umgibt. Das Erd- und das erste Obergeschoß sind an den Außenseiten mit Pilastern und an den Ecken mit Doppelpilastern verbunden. Darüber befindet sich ein umlaufendes Gesims. Das zweite Obergeschoß hat die gleiche Gliederung wie die darunter liegenden Stockwerke. An der östlichen Außenmauer befindet sich ein Dachreiter. Diese Seite ist durch zwei geschweifte Giebel über den beiden Mittelachsen, mit ursprünglich von Johann Piringer angefertigten, erstmals 1771 erwähnten und 1911 nach einem Brand erneuerten Plastiken sowie einen Altan als Schauseite gestaltet. An der nördlichen und der südlichen Außenmauer findet man ebenfalls von Piringer gestaltete und 1771 erstmals erwähnte Rustikaportale mit dem Allianzwappen derer von Saurau-Dietrichstein. Die Arkaden im Innenhof reichen über alle drei Geschoße und haben gedrückte Bogen, die in jedem Stockwerk durch gleiche Pilastergliederung mit Fenstern geschlossen sind.
Im Inneren des Schlosses findet man vier, im Jahr 1772 von Heinrich Formentini im Rokoko-Stil gestaltete Stuckdecken. Ursprünglich waren sieben Räume im ersten Stock mit, wahrscheinlich von Johann Caspar Fibich angefertigten, Wandmalereien versehen, die gegenwärtig nur mehr zum Teil erhalten geblieben sind. Die Geschoße sind über eine breite Herrschaftstreppe und über eine kleine, ursprünglich für die Dienerschaft angelegte Treppe verbunden. Die Innenausstattung stammt zum Teil aus der Zeit zwischen 1770 und 1780. Einige Öfen sind im Stil des Rokoko und des Frühklassizismus gestaltet.

### Schlosskapelle
Die zweigeschoßige Schlosskapelle ist der heiligen Maria geweiht und hat eine Flachkuppel. Der 1773 von Veit Königer gestaltete Tabernakelaltar aus weißen Marmor ist mit zwei knienden Engelsstatuen verziert. Die venezianisch beeinflussten Decken- und Wandmalereien im Kapelleninneren aus dem Jahr 1772 stammen von Eustachius Gabriel. An der Stirnseite der Kapelle befindet sich eine, von gemalter Säulenarchitektur umrahmte Darstellung der Krönung Mariens, und seitlich davon in Nischen gemalte Bildnisse von Fides und Spes. An die Seitenwände wurde eine Architekturgliederung sowie Darstellungen der Caritas, des Erzengels Michael und eines Schutzengels gemalt. Unter der Empore ist eine Darstellung des heiligen Eustachius zu sehen, während über der Empore die Heiligen Johannes Capistranus und Vinzenz Ferrer abgebildet sind. In der Kuppel wird Mariä Aufnahme in den Himmel, umgeben von Engeln und Heiligen, dargestellt. Die Zwickel der Kuppel sind mit Darstellungen der vier Evangelisten verziert.

### Garten
Im ummauerten französischen Garten von Schloss Premstätten steht ein spätbarockes Gartenhaus mit Mansarddach und vier von Johann Piringer im Jahr 1773 gestaltete Steinfiguren als Allegorien der vier Jahreszeiten.